# Maison des arts et de la culture Sawa
La Maison des Arts et de la Culture Sawa, encore appelé Palais de la Culture Sawa (PCS), est un musée, centre culturel et artistique situé à Douala dans la région littorale du Cameroun.
Elle est fondée avec pour mission de promouvoir, préserver et transmettre la culture Sawa, une culture appartenant aux peuples côtiers de la région. La maison s’affirme comme un espace de dialogue et d’expression, où les traditions et les arts contemporains se rencontrent pour illustrer la richesse de l'héritage Sawa et, plus largement, des cultures camerounaises.
La maison joue un rôle essentiel dans la préservation du patrimoine culturel immatériel des Sawa et dans la promotion de la diversité culturelle au Cameroun.

## Buts
Elle est fondée avec pour mission de promouvoir, préserver et transmettre la culture Sawa, une culture appartenant aux peuples côtiers de la région.
La maison s’affirme comme un espace de dialogue et d’expression, où les traditions et les arts contemporains se rencontrent pour illustrer la richesse de l'héritage Sawa et, plus largement, des cultures camerounaises.

## Histoire et Objectifs
Le roi René Bell a fait de la construction de cette maison un chantier prioritaire. Il en posera la première pierre. Il mobilise la communauté avec le slogan 

« un sawa, une brique »

La construction démarre le 5 mars 2016. Il est présenté aux peuples Sawa le 14 décembre 2023 et est inauguré par Narcisse Mouelle Kombi en présence de Roger Mbassa Ndine et Paul Milord Mbappe Bwanga. La création de la Maison des Arts et de la Culture Sawa répond au besoin de valoriser et de sauvegarder les pratiques culturelles et les savoir-faire ancestraux des peuples Sawa, tels que les Douala, les Bakoko, et autres communautés côtières. Il est situé au quartier de la Besseké, à Bonandjo, un des versants du fleuve Wouri et ancienne place de jugement traditionnel des Douala.
Elle vise à offrir aux nouvelles générations des connaissances sur leur patrimoine culturel tout en servant de plateforme pour les artistes contemporains et traditionnels de la région.

## Architectures
| \| 500 km1:18 610 000 \| National (1972) Doual'art(1991) Civilisations (2010) Lenale ndem (2013) Maritime (1986) Mankon (2005) |
| 500 km1:18 610 000 |

| 500 km1:18 610 000 |

| Musées (Année de création) |

Ce bâtiment est conçu par l'architecte entrepreneur  Félix Mbarga.
Le bâtiment couvre 5 000 m2. L'édifice s'étend sur une superficie de 1 760 m2, représentant environ un tiers des 5000 m² que couvre l'ensemble du site.[pas clair] Sa structure en forme de pirogue symbolise l'identité Sawa en évoquant des éléments naturels et culturels, comme l'eau et la pêche, des activités intrinsèquement liées à ce peuple côtier. Le bâtiment se compose de trois blocs distincts : un bloc central avec une salle polyvalente modulable de 920 m² et une mezzanine de 560 m², encadré par deux ailes.
L'aile droite, un bâtiment de quatre étages, comporte des bureaux au rez-de-chaussée et au premier étage, tous deux agencés de façon similaire. Les deuxième et troisième étages sont aménagés en appartements de type T4, chaque niveau couvrant une superficie de 225 m². L'aile gauche, également répartie sur quatre niveaux de même superficie, comprend au rez-de-chaussée un restaurant avec ses espaces annexes, les premier et deuxième étages dédiés à des salles de conférence, et le troisième étage réservé aux expositions temporaires. Félix Mbarga est le maitre d’œuvre de cette construction; il travaille chez Dik's business group.

## Propositions, activités et programmes
La Maison des Arts et de la Culture Sawa organise régulièrement des activités variées, notamment des ateliers, des conférences, des expositions, et des spectacles de danse et de musique traditionnelle. La maison propose des événements, des expositions et des ateliers qui couvrent un large éventail d'expressions artistiques : de la danse et de la musique traditionnelle aux arts plastiques et à la littérature. Le bâtiment contient une médiathèque, un restaurant, une esplanade avec des boutiques et un point info, un espace jeunesse d'échanges. Les ateliers permettent aux participants d'apprendre des arts spécifiques comme la sculpture, la peinture, le tissage et la fabrication de masques, qui font partie intégrante des rites et des festivités Sawa.
Les expositions présentent quant à elles des œuvres d’artistes locaux, en mettant en avant des thématiques liées aux traditions et à l'identité culturelle Sawa.
Les spectacles, souvent composés de danses et de musiques traditionnelles, sont également un moyen de célébrer les fêtes et cérémonies culturelles, telles que le Ngondo, une fête traditionnelle Sawa qui honore les ancêtres et les esprits des eaux.
La maison joue ainsi un rôle important dans le maintien de ces traditions en les intégrant dans des événements contemporains accessibles à un public diversifié.

## Impacts
La Maison des Arts et de la Culture Sawa contribue à renforcer le sentiment d’appartenance et d'identité culturelle parmi les jeunes générations Sawa, en leur offrant des opportunités d’apprendre et de valoriser leur héritage.
Elle sert de lien entre les artistes locaux et la communauté, facilitant ainsi la diffusion et la reconnaissance de leurs travaux.
En collaborant avec des institutions éducatives et culturelles, elle participe à l'enrichissement du dialogue interculturel dans la région et au-delà.

## Défis et perspectives
Malgré son impact positif, la Maison des Arts et de la Culture Sawa fait face à des défis tels que le financement, les infrastructures limitées, et la nécessité de ressources pour la conservation du patrimoine. Elle cherche constamment des partenariats et des collaborations pour développer ses activités et étendre son influence. Dans l’avenir, elle aspire à devenir un centre de référence pour la culture Sawa, non seulement à Douala, mais dans tout le Cameroun et même à l’international.
Des projets d'expansion incluent la création de programmes éducatifs spécifiques et le renforcement de sa présence dans le monde numérique pour toucher un public plus large.